# Das Spinnennetz
Das Spinnennetz é um filme de drama austro-alemão de 1989 dirigido por Bernhard Wicki.
Foi selecionado como representante da Alemanha Ocidental à edição do Oscar 1990, organizada pela Academia de Artes e Ciências Cinematográficas.

## Elenco
- Ulrich Mühe - Theodor Lohse
- Klaus Maria Brandauer - Benjamin Lenz
- Armin Mueller-Stahl - barão Von Rastchuk
- Andrea Jonasson - Rahel Efrussi
- Corinna Kirchhoff - Else von Schlieffen
- Elisabeth Endriss - Anna
- Ullrich Haupt - barão Von Köckwitz
- Agnes Fink - mãe Lohse
- András Fricsay Kali Son
- Ernst Stötzner - Günter